# باشگاه فوتبال الهلال ام‌درمان
باشگاه فوتبال الهلال ام درمان (عربی: نادي الهلال للتربية) یک باشگاه فوتبال در شهر ام درمان، سودان است.
این باشگاه که در سال ۱۹۳۰ تأسیس شده سابقه ۲۹ قهرمانی در لیگ برتر فوتبال سودان و ۸ قهرمانی در جام حذفی فوتبال سودان را در کارنامه دارد.